# Mitch Larkin
Pour les articles homonymes, voir Larkin.
Mitchell Larkin, né le 9 juillet 1993 à Buderim, est un nageur australien spécialiste des épreuves de dos.
D'abord sacré champion du monde sur 100 m dos en petit bassin en 2014, il remporte l'année suivante à Kazan en grand bassin les titres mondiaux sur 100  et   200 m dos.
Aux Jeux olympiques de Rio, il prend la médaille d'argent au 200 m dos.

## Palmarès

### Jeux olympiques
- Jeux olympiques de 2016 à Rio de Janeiro :
  -  Médaille d'argent du 200 m dos.
  -  Médaille de bronze du 4 × 100 m quatre nages.

### Championnats du monde

#### Grand bassin
- Championnats du monde 2015 à Kazan (Russie)
  -  Médaille d'or du 100 m dos.
  -  Médaille d'or du 200 m dos.
  -  Médaille d'argent du relais 4 × 100 m quatre nages.
- Championnats du monde 2017 à Budapest (Hongrie)
  -  Médaille d'argent du relais 4 × 100 m quatre nages mixte.
- Championnats du monde 2019 à Gwangju (Corée du Sud)
  -  Médaille d'or du relais 4 × 100 m quatre nages mixte.
  -  Médaille de bronze du 100 m dos.

#### Petit bassin
- Championnats du monde en petit bassin 2014 à Doha (Qatar) :
  -  Médaille d'or du 100 m dos.
  -  Médaille de bronze du 200 m dos.
- Championnats du monde 2016 à Windsor (Canada) :
  -  Médaille d'or du 100 m dos.
  -  Médaille d'argent du relais 4 × 100 m quatre nages.
  -  Médaille de bronze du relais 4 × 200 m nage libre.
- Championnats du monde 2018 à Hangzhou (Chine) :
  -  Médaille de bronze du 200 m dos.

### Jeux du Commonwealth
- Jeux du Commonwealth de 2014 à Glasgow (Écosse) :
  -  Médaille d'or du 200 m dos.
  -  Médaille d'argent du 50 m dos.
  -  Médaille d'argent du 100 m dos.
  -  Médaille d'argent du relais 4 × 100 m quatre nages.
- Jeux du Commonwealth de 2018 à Gold Coast (Australie) :
  -  Médaille d'or du 50 m dos.
  -  Médaille d'or du 100 m dos.
  -  Médaille d'or du 200 m dos.
  -  Médaille d'or du 200 m quatre nages.
  -  Médaille d'or du relais 4 × 100 m quatre nages.
- Jeux du Commonwealth de 2022 à Birmingham (Angleterre) :
  -  Médaille d'or du relais 4 × 100 m quatre nages mixte.
  -  Médaille d'argent du relais 4 × 100 m quatre nages.

### Championnats pan-pacifiques
- Championnats pan-pacifiques 2014 à Gold Coast (Australie) :
  -  Médaille de bronze du 100 m dos.
  -  Médaille de bronze du relais 4 × 100 m quatre nages.
- Championnats pan-pacifiques 2018 à Tokyo (Japon) :
  -  Médaille d'or du relais 4 × 100 m quatre nages mixte.
  -  Médaille d'argent du 200 m quatre nages.
  -  Médaille de bronze du 100 m dos.
  -  Médaille de bronze du relais 4 × 100 m quatre nages.